# Міляраду
Міляраду (порт. Milharado; МФА: [mi.ʎɐ.ˈɾa.du]) — парафія в Португалії, у муніципалітеті Мафра. Розташована в західній частині країни, на теренах історичної португальської провінції Ештремадура. Входить до складу округу Лісабон. За адміністративним поділом, чинним до 1976 року, терени парафії були складовою провінції Ештремадура. Належить до Лісабонського патріархату Католицької церкви. Патрон — святий Михаїл. Площа — 24,4314 км². Населення — 7023 ос. (2011). Середньо урбанізований регіон. Густота населення — 287,46 осіб/км²
. Код — 110911.

## Населення
| Кількість мешканців | Кількість мешканців | Кількість мешканців | Кількість мешканців | Кількість мешканців | Кількість мешканців | Кількість мешканців | Кількість мешканців | Кількість мешканців | Кількість мешканців | Кількість мешканців | Кількість мешканців | Кількість мешканців | Кількість мешканців | Кількість мешканців |
| ------------------- | ------------------- | ------------------- | ------------------- | ------------------- | ------------------- | ------------------- | ------------------- | ------------------- | ------------------- | ------------------- | ------------------- | ------------------- | ------------------- | ------------------- |
| 1864                | 1878                | 1890                | 1900                | 1911                | 1920                | 1930                | 1940                | 1950                | 1960                | 1970                | 1981                | 1991                | 2001                | 2011                |
| 2 687               | 2 670               | 3 113               | 3 161               | 3 699               | 3 623               | 3 968               | 4 235               | 5 050               | 4 603               | 5 586               | 7 400               | 3 792               | 5 251               | 7 023               |